# 나주 자미산성
나주 자미산성(羅州 紫薇山城)은 대한민국 전라남도 나주시 반남리 대안리와 신촌리에 위치한 백제의 토석혼축 산성이다. 총 둘레는 740m이며, 전설로는 후백제의 견훤과 고려의 왕건이 접전을 벌이며 견훤이 쌓은 성이라고 한다. 1986년 2월 17일 전라남도 기념물 제88호로 지정되었다.

## 개요
영산강 유역에 펼쳐진 나주평야의 중심지에 있는 이 성은 ‘잣미’라 불리는 야산 정상부를 에워싼 테뫼식 산성이다.
자미산성이란 이름은 성을 뜻하는 우리말 ‘잣’과 산을 뜻하는 우리말 ‘메·뫼·미’가 합쳐진 말로, 성이 있는 산이란 뜻이다.
성의 둘레는 약 740m로 규모는 작으며, 말안장 모양의 산등성이를 흙으로 쌓은 후 돌로 보강한 것이다. 성 안에는 평탄한 건물터와 요왕천이란 샘터가 확인되었고, 문터는 3곳이 있으나 규모는 알 수 없다.
이곳을 중심으로 나주 반남 고분군(사적 제513호)이 있어서 성이 이 지역 중심세력의 근거지였음을 짐작할 수 있다.
성안에서는 백제 토기조각 이외에 고려, 조선시대 기와조각들이 다수 발견되고 있어서 조선시대까지 성곽의 기능으로 사용되어 왔음을 알 수 있다.

## 참고 자료
- 나주자미산성 - 국가유산청 국가유산포털